# Pangrč Grm
Pangrč Grm je naselje u slovenskoj Općini Novom Mestu. Pangrč Grm se nalazi u pokrajini Dolenjskoj i statističkoj regiji Jugoistočnoj Sloveniji. 

## Stanovništvo
Prema popisu stanovništva iz 2002. godine naselje je imalo 50 stanovnika.